# SV Waldhof Mannheim
SV Waldhof Mannheim 07 – niemiecki klub piłkarski, grający obecnie w 3. Lidze, mający siedzibę w mieście Mannheim.

## Historia
Klub został założony w 1907 roku i wstąpił do Gauligi Baden, jednej z 16 lig utworzonych w 1933 roku przez Niemiecki Związek Piłki Nożnej pod przewodnictwem III Rzeszy. W latach 30. i na początku 40. Waldhof dominował w lidze, przez ten czas pięciokrotnie zdobywając tytuł mistrzowski. Jednak nie zdołał osiągnąć sukcesów na arenie ogólnonarodowej. Najlepszym wynikiem był półfinał mistrzostw Niemiec w 1940 roku, który Waldhof przegrał z FC Schalke 04, jednym z najlepszych klubów tamtej epoki. Natomiast mecz o 4. miejsce klub z Mannheim przegrał z Rapidem Wiedeń.
Po II wojnie światowej Waldhof występował w Oberlidze Południowej, w której zazwyczaj zajmował miejsca w środku tabeli. Jednak w 1954 roku spadł do 2. Oberligi Południowej. W 1963 roku po utworzeniu nowej profesjonalnej ligi niemieckiej Waldhof zaczął występować w II Regionallidze Południowej wraz z lokalnym rywalem, VfR Mannheim. W 1970 roku klub spadł do Amatuerligi Nordbaden.
Nowym sponsorem klubu został producent chipsów Chio i finansowo wspomógł zespół, który awansował do 2. ligi, w której w latach 1972–1978 grał pod nazwą SV Chio Waldhof Mannheim. W 1983 roku zespół awansował do pierwszej ligi, w której spędził 7 sezonów, aż w sezonie 1989/1990 zajął 17. pozycję i spadł o klasę niżej. Przez kolejne 7 sezonów Waldhof grał w drugiej lidze, a w 1997 spadł do Regionalligi Południowej, w której grał do roku 1999. W 1998 doszło do fuzji z VfR Mannheim. W 1999 powrócił do 2. Bundesligi, ale następnie nie dostał licencji i w 2003 roku został karnie zdegradowany do Oberligi Badenii-Wirtembergii.

## Historia herbu

Przed 21.03.1969
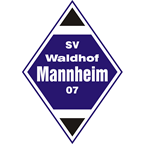
21.03.1969-27.07.1972
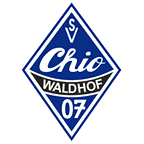
19.09.1975-15.09.1978
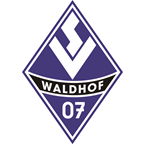
15.09.1978-2003
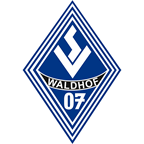
Od 2003

## Stadion

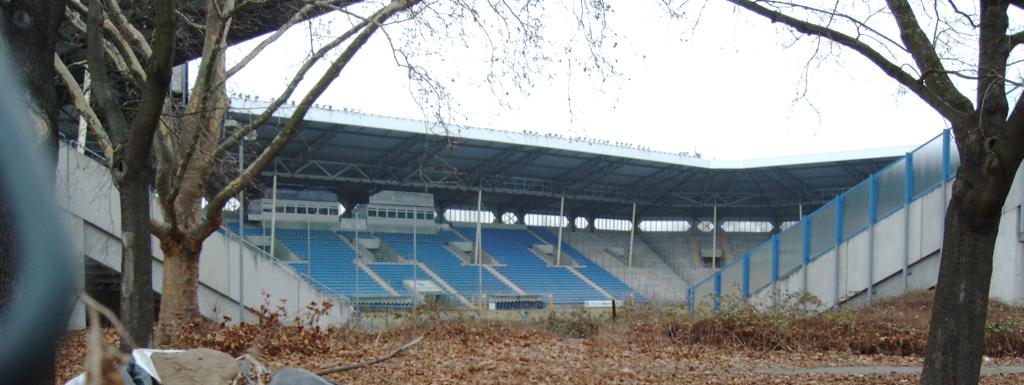
Carl-Benz-Stadion

Od 1994 roku SV Waldhof rozgrywa domowe mecze na obiekcie Carl-Benz Stadion, który może pomieścić 25 tysięcy widzów.
Po założeniu klubu w 1907 roku Waldhof pierwsze mecze rozgrywał na boiskach "Schlammloch" i "Sandacker", leżących za Waldhof-Schule w dzielnicy Mannheim, Mannheim-Waldhof. W 1924 zespół przeniesiono na Stadion am Alsenweg. Waldhof rozgrywał na nim mecze do roku 1993.